# HD 53975
HD 53975，又名BD-12 1788，SAO 152393、HR 2679，是一颗恒星，视星等为6.48，位于銀經225.68，銀緯-2.32，其B1900.0坐标为赤經7h 1m 56.7s，赤緯-12° -2.32′ 24″。